# Destruction Derby
Destruction Derby est un jeu vidéo de course de stock-car et de derby de démolition développé par Reflections et édité par Psygnosis en 1995 sur PlayStation, PC et Saturn en 1996. Le joueur dispose de différents modes de jeu dans lesquels il peut détruire les voitures de ses adversaires en les percutant avec la sienne, dans une arène, durant des courses sur circuit, ou seul contre-la-montre. Afin de rendre les résultats des collisions des voitures plus faciles à prévoir, les développeurs implémentent la physique simulée dans le moteur de jeu. Les performances sont conservées en réduisant les détails des modèles 3D et en optimisant les graphismes. Le nombre des collisions est favorisé par la petitesse des pistes. 
L'accueil est plutôt bon, sauf pour la version Saturn qui est plus mitigé. Les critiques trouvent Destruction Derby agréable et louent ses graphismes et son système de dégâts des véhicules. Le jeu inaugure une série de jeux prolifique grâce à plusieurs suites, comme Destruction Derby 2 dès 1996, Destruction Derby 64 sur Nintendo 64 en 1999. En 2000, parait Destruction Derby Raw, puis Destruction Derby: Arenas en 2004. Le jeu est également adapté sur Android et édité par Sony à partir d'avril 2011.

## Système de jeu
Destruction Derby est un jeu vidéo de course de stock-car et de derby de démolition. Le joueur peut choisir son véhicule entre trois voitures différentes. Les collisions et les dégâts sur la voiture affectent son contrôle, notamment en limitant la vitesse et l'amplitude en rotation de la direction,. Les collisions frontales peuvent causer la destruction du radiateur, et entrainer la surchauffe puis l'arrêt de la voiture. Le joueur peut opter entre quatre modes de jeu : Destruction derby, Wreckin' Racing, Stock Car Racing et Time Trial,. En mode Destruction derby, le joueur gagne des points en détruisant les autres véhicules, dans une arène large sans piste, nommée The Ball,. Stock Car Racing oblige le joueur à terminer premier de la course et aucun points n'est attribué lors des destructions éventuelles de véhicule. Les courses se déroulent sur des circuits fermés présentant parfois des croisements propices aux chocs entre véhicules. Le mode Wreckin' Racing est un hybride des deux premiers modes de jeu, dans lequel le joueur gagne des points en terminant premier de la course et en détruisant les véhicules des concurrents. Time Trial est une course contre-la-montre à une seule voiture. La version PlayStation permet en plus une liaison en réseau local pour le jeu à deux, et la version MS-DOS permet le jeu multijoueur en ligne. Le joueur peut explorer les abords du circuit avec son véhicule.

## Développement
Le studio de développement britannique Reflections commence la création de Destruction Derby pour la PlayStation à la fin de l'année 1994,. Le jeu est publié par Psygnosis, une filiale de Sony Computer Entertainment, ce qui permet aux créateurs d'obtenir des kits de développement PlayStation bien avant la sortie de la console. Le jeu fait sa première apparition en mai 1995 lors de l'Electronic Entertainment Expo, et à cette période, il porte comme titre initial Demolition Derby ou Demolish 'em Derby,. Les rédacteurs officiant pour les magazines Edge et Next Generation relatent à l'époque que le jeu pourrait « écraser » Ridge Racer lors de sa sortie sur PlayStation,.
Afin de rendre les résultats des collisions des voitures plus faciles à prévoir, Reflections intègre la physique simulée dans Destruction Derby. Le réalisateur Martin Edmondson considère que le jeu serait sans cela « complètement injouable ». Le producteur Tony Parks remarque que la physique est simplifiée pour améliorer les performances et compenser le contrôleur numérique de la manette PlayStation, et que l'équipe a recherché un équilibre entre « réalisme et jouabilité ». Les performances sont également améliorées, grâce à l'optimisation des graphismes du jeu et en réduisant le niveau de détails des objets dans la profondeur. Le moteur de jeu de Destruction Derby supporte l'affichage de vingt voitures simultanément à écran, ce qu'aucun autre jeu de course sur console n'a été capable de faire jusqu'à ce moment, sauf Daytona USA. Cependant, chaque véhicule utilise un seul et même modèle 3D en fil de fer, et chacun est différencié par des textures uniques. Les dégâts causés aux véhicules sont modélisés en temps réel, en fonction de la vitesse et de l'angle des voitures impliquées dans les collisions. L'équipe crée de petits circuits, afin de « garder une densité élevée de voitures présentes sur la piste », ce qui a pour effet d'augmenter la fréquence des collisions.

## Versions et rééditions
Destruction Derby est publié sur PlayStation en octobre 1995 aux États-Unis, en novembre 1995 en Europe, puis en février de l'année suivante au Japon. La version PC est publiée en octobre 1995 aux É-U et en Europe la même année. Le jeu est publié par Sega et porté par Perfect Entertainment sur Saturn, dans le cadre d'un accord qui a également permit à Wipeout d'être édité sur cette console. En raison des limitations de la Saturn, cette version comporte moins de transparences. Ryan Lockhart, du magazine GameFan, signale que le portage est fini à 80 % dans le numéro d'août 1996. Il est finalement publié ce même mois en août 1996.
Le jeu est réédité en 2007 sur PlayStation 3 et PSP via le PlayStation Network : le 16 février 2007 aux É-U, le 26 juillet 2007 au Japon et le 29 novembre la même année en Europe.

## Accueil
Destruction Derby reçoit un accueil plutôt bon de la part de la presse spécialisée, sauf la version Saturn qui reste plus mitigé,,,,,.
La presse accueille globalement plutôt bien la sortie de Destruction Derby sur PlayStation,. Captain Squideo, rédacteur pour GamePro, le considère comme « l'expérience de course la plus agitée de l'automne » 1995 et que les graphismes sont « presque tout ce que le joueur veut voir dans un jeu », bien que « rien ne soit graphiquement spectaculaire ». Il se plaint de l'impossibilité de personnaliser les voitures et de l'absence de jeu multijoueur en écran splitté. Il résume son analyse en affirmant que « les options limitées empêchent Destruction Derby de figurer dans la cour des grands, mais ce jeu de stock-car acharné procure quand-même un plaisir trash au public ». Pour Victor Lucas de l'émission de télévision vidéoludique The Electric Playground, « la beauté du jeu » est la stratégie demandée par la réalisation d'« attaque calculées » contre les véhicules ennemis. Il rajoute que « si vous y allez directement et essayez de faire grand bruit sur la piste, il est plus que probable que vous allez partir à la ferraille en quelques secondes ». Il estime que le mode de jeu Stock Car Racing « ne peut rivaliser avec l'expérience vraiment intense de jeux comme Wipeout ou Ridge Racer » et que les derbys de démolition dans The Bowl sont les phases les plus amusantes du jeu. Il loue les graphismes et la physique du moteur de jeu. Next Generation apprécie particulièrement le concept d'aller percuter les voitures, ce qui pour lui, va puiser dans un fantasme presque universel. Le mode multijoueur est également pour le magazine, un plaisir indicible.
Le portage sur PC est également bien reçu,. Lee Buchanan de PC Gamer salue « les visuels spectaculaires qui lui font vivre les collisions les plus saisissantes qu'il a vu sur un ordinateur » et note que « les dégâts [de la voiture] sont magnifiquement recréés ». Comme Lucas, il considère que le joueur « ne peut pas simplement percuter d'autres voitures sans réfléchir ; c'est la destruction réalisée par un joueur qui pense ». Bien qu'il trouve le jeu trop facile « même au niveau de difficulté le plus élevé », il estime que c'est un problème mineur en comparaison à l’expérience de jeu qui reste intacte. Il juge que le multijoueur est le meilleur aspect du jeu, puis conclut en déclarant « Destruction Derby est un souffle, et un changement de rythme bienvenu dans le domaine des simulations de conduite haut de gamme ». Peter Olafson de Computer Gaming World qualifie le jeu de « grande simulation » de derby de démolition et décrit les épaves comme « convulsives et réalistes ». Pour lui, le jeu « a une qualité jamais vue auparavant, ce qui en fait instantanément un modèle de jeu, laissant ses amis bouche-bée d'admiration ». Il déclare que les dégâts sur les voitures sont « particulièrement merveilleux et sans précédent pour ce genre de jeu ». Cependant, il constate que la durée de vie du jeu est très courte et espère donc une suite. Il résume son analyse en rajoutant que « malgré ses limites, c'est un grand jeu, mais qui a beaucoup plus de potentiel ». Next Generation remarque que même si le jeu est un portage stricte de la version PlayStation, il est « impeccablement précis ». Il applaudit la modélisation « authentique » des accidents de véhicules, les multiples modes, la lisibilité du gameplay et la présence des options réseau et modem. Le seul inconvénient du jeu est pour lui la caméra qui ne dézoome pas assez, si peu qu'il peut être difficile de voir les voitures à proximité.
La version Saturn du jeu reçoit un accueil plus mitigé,. Kim Randell de Computer and Video Games remarque des graphismes de qualité inférieure, qui n'ont pas l'éclat et la brillance de son homologue PlayStation. Randell considère que la conversion a été faite « au hasard » et beaucoup trop tard.

## Postérité
Destruction Derby inaugure une série de jeux prolifique, directement suivi par Destruction Derby 2 dès 1996 sur PlayStation et PC. Une version du jeu sortie sur Nintendo 64 et intitulée Destruction Derby 64 est éditée en 1999. En 2000, parait Destruction Derby Raw, puis Destruction Derby: Arenas en 2004, deux jeux développés par Studio 33 respectivement sur PlayStation et PlayStation 2,. Destruction Derby est également adapté sur Android et édité par Sony à partir d'avril 2011,.

### Manuel du jeu
1. 1 2 3 4 5 6  (en) Huw Thomas, Destruction Derby MS-DOS manual, Psygnosis, 1996.

### Ressources externes
1. 1 2 3 4 5 6 7 8 9 10 11 12 13 14  « Destruction derby », sur Gamekult.
2. ↑  Loupion57, « Test : Destruction Derby », sur Jeuxvideo.com, 9 juin 2011.
3. 1 2 3 4 5 6 7 8 9 10 11 12 13  (en) Lee Buchanan, « Destruction Derby », sur PC Gamer Online, Mars 1996 (version du 21 août 1999 sur Internet Archive).
4. ↑  (en) Matt Taylor, « Destruction Derby », GameFan, vol. 3, no 7,‎ juillet 1995, p. 70-71.
5. 1 2 3 4  (en) Staff, « Demolish 'em Derby », Edge, no 21,‎ juin 1995, p. 28.
6. ↑  « TOCA Touring Car Championship : Jeu de caisses pour to-cars branchés », PlayStation Magazine, no 13,‎ octobre 1997, p. 44-45.
7. ↑  (en) Staff, « Head to head », Next Generation, no 8,‎ août 1995, p. 50–52.
8. 1 2  (en) Staff, « Destruction Derby », Next Generation, no 9,‎ septembre 1995, p. 58–62.
9. 1 2 3 4  (en) Staff, « Destruction Derby », Next Generation, no 7,‎ juillet 1995, p. 59.
10. ↑  (en) Ryan Lockhart, « Destruction Derby », GameFan, vol. 4, no 8,‎ août 1996, p. 62.
11. ↑  (en) « Destruction Derby for Saturn », sur IGN.
12. ↑  « Destruction Derby », Consoles +, no 47,‎ octobre 1995, p. 102-104.
13. 1 2 3 4 5  (en) Kim Randell, « Destruction Derby », Computer and Video Games.
14. ↑  (en) Rédaction d'Edge (article non signé), « Testscreen: Destruction Derby », Edge, no 26,‎ novembre 1995, p. 66, 67.
15. ↑  « Destruction Derby », Player One, no 57,‎ octobre 1995, p. 58-61.
16. 1 2 3 4 5  (en) « Smashing », Next Generation, no 11,‎ novembre 1995, p. 170.
17. 1 2 3 4 5 6  (en) « Here Comes Another One... », Next Generation, no 14,‎ février 1996, p. 172.
18. 1 2 3  (de) Jan v. Schweinitz, « Schrotti go! Destruction Derby », Video Games, no 11,‎ octobre 1996, p. 10.
19. 1 2 3 4 5 6 7  (en) Victor Lucas, « Destruction Derby », sur The Electric Playground, 29 octobre 1995 (version du 4 août 1997 sur Internet Archive).
20. 1 2 3  (en) Captain Squideo, « Destruction Derby », GamePro, no 86,‎ novembre 1995, p. 54.
21. 1 2 3 4  (en) Peter Olafson, « Car Wars », Computer Gaming World, no 139,‎ février 1996, p. 68, 70, 72, 254.
22. 1 2  (en) Aaron Boulding, « Destruction Derby 64 », sur IGN, 1er octobre 1999.
23. ↑  (en) Jeff Gerstmann, « Destruction Derby Arenas Review », sur GameSpot, 6 avril 2004.
24. ↑  Willow (Jean Santoni), « Test - Destruction Derby Raw », Joypad, no 99,‎ juillet/août 2000, p. 156, 157.
25. ↑  « Total Destruction Derby », sur Jeuxvideo.com.